# Obszar mikropolitalny Quincy-Hannibal

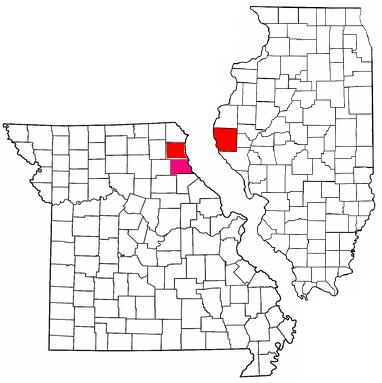
Obszar mikropolitalny Quincy-Hannibal (czerwony) wraz z planowanym przyłączeniem hrabstwa Marion (różowy)

Obszar mikropolitalny Quincy-Hannibal – nieoficjalny obszar mikropolitalny, który łączy dwa miasta: Quincy i Hannibal oraz otaczające je hrabstwa: Adams, Lewis i Marion. Według spisu z 2000 roku populacja trzech hrabstw wynosiła 107 060 ludności.

## Miasta w obszarze mikropolitalny

### Główne miasta
| Miasta   | Populacja |
| -------- | --------- |
| Quincy   | 40 366    |
| Hannibal | 17 757    |
| Palmyra  | 3 467     |
| Razem    | 61,590    |

### Inne miasta
- Hickory Grove
- North Quincy
- Payson
- Taylor
- West Quincy
- Burton
- Marblehead
- East Hannibal
- La Grange